# Резня в Ле-Парадиз
Резня в Ле-Парадиз (англ. Le Paradis massacre) — массовое убийство британских военнопленных, учинённое 14-й ротой дивизии СС «Мёртвая голова» под командованием гауптштурмфюрера СС Фрица Кнёхляйна. Это случилось 27 мая 1940 года во время Французской кампании вермахта, когда Британские экспедиционные силы пытались прорваться к Па-де-Кале во время битвы за Дюнкерк.
Солдаты 2-го батальона Королевского норфолкского полка оказались отрезаны от остальных частей и заняли здание фермы в Ле-Парадиз, отражая наступление солдат Ваффен-СС. Когда у солдат закончились боеприпасы, они вынуждены были сдаться в плен немцам, но те повели их через дорогу, поставили к стене сарая и хладнокровно расстреляли из пулемётов. Были казнены 97 британских солдат, а выжили только двое, которые сумели сбежать, но позже всё-таки были взяты в плен немцами. Кнёхляйн был после войны осуждён и в 1949 году казнён — двое выживших солдат стали ключевыми свидетелями по делу о резне в Ле-Парадиз.

## Предыстория
10 мая 1940 года вермахт и войска СС начали операцию «Гельб» по захвату Франции, Нидерландов и Бельгии. Группа армий «A» прошла через южную Бельгию и северо-восточную Францию, оттеснив к 12 мая британско-французские объединённые силы к реке Маас и затем направились в сторону Ла-Манша, достигнув его за неделю. Чтобы спасти части от уничтожения и обеспечить эвакуацию войск, британское командование приказало Королевскому норфолкскому полку и полку Королевских шотландцев задержать немецкое наступление в Северной Франции.
На том направлении продвигалась дивизия СС «Мёртвая голова», которая в течение войны неоднократно несла большие потери. Командиром дивизии был ярый сторонник нацистской партии Теодор Эйке. Она была направлена на фронт 17 мая и впервые приняла участие в какой-либо серьёзной операции. Дивизия участвовала в «выметании» союзных войск к северу и востоку от Камбре. Дивизией были взяты в плен более 16 тысяч человек, но некоторых из пленников эсэсовцы расстреливали на месте: так, в одном из эпизодов кампании ими на месте были казнены 200 сдавшихся марокканцев.
К тому моменту, как немцы закончили боевые действия в Камбре, к Ла-Маншу вышли первые части вермахта. 21 мая к западу от Арраса британцы контратаковали, что стало началом битвы при Аррасе. Отражая контратаку британцев, дивизия СС «Мёртвая голова» потеряла 100 человек убитыми. Она получила изначально приказ идти к городу Бетюн и перейти реку Ла-Басе 24 мая, однако на следующий день пришёл приказ отвести войска, чтобы подготовить танковые части для похода на Дюнкерк и позволить люфтваффе атаковать позиции союзников. Ночью 26 мая дивизия СС снова переправилась через реку с риском попасть под обстрел и вступила в Бетюн, где британцы вели сражение за каждый дом, но взяла его. Британцы отступили на линию Локон — Ле-Парадиз.
2-й батальон Королевского Норфолкского полка и 8-й батальон полка Ланкаширских фузилёров держали линию войск союзников в деревнях Рье-дю-Винаж, Ле-Корне-Мало и Ле-Парадиз, штаб батальонов находился в Ле-Парадиз. Батальонам был дан приказ удерживать линию любой ценой, пока британские войска не эвакуируются из Дюнкерка. Дивизия СС «Тотенкопф» выступила из леса Буа-де-Пако и напала на Ле-Корне-Мало 27 мая. Несмотря на мужественную оборону британцев, их позиции были захвачены: дивизия СС потеряла убитыми 150 солдат и 4 офицера, ранеными — 480 солдат и 18 офицеров. В тот же день немцы пошли на Ле-Парадиз.

### Битва за Ле-Парадиз
Рота C и штаб 2-го батальона Королевского Норфолкского полка после поражения при Ле-Корне-Мало отступила на ферму Корне недалеко от Ле Парадиз. Командиры рот получили по радио сообщение о том, что их части оказались отрезаны от остальных и помощи не получат. После этого личный состав окопался вокруг фермы, находившейся на улице Ру-де-Парадиз и связывавшей Королевский Норфолкский полк и 1-й батальон Королевских шотландцев. Последний выход на связь норфолкцев со штабом бригады в Л’Эпинетт был зафиксирован в 11:30, однако даже при отсутствии подкреплений и тяжёлого оружия личный состав сдерживал натиск 14-й роты 1-го батальона 2-го танкового полка СС вплоть до 17:15, когда у личного состава закончились боеприпасы. Во время битвы немцы обстреливали дом из миномётов, танков и артиллерийских орудий, разрушив здание до основания и вынудив защитников отступить в коровник.
В бою за Ле-Парадиз британским снайпером был убит командир 3-го танкового полка СС, штандартенфюрер СС Ганс Фридманн Гётце. Однако, несмотря на мужество и стойкость своих войск, командир 2-го батальона норфолкцев майор Лисл Райдер, брат капитана ВМС Великобритании Роберта Райдера приказал 2-му батальону сдаться на милость победителей и выйти с белым флагом. Войска Райдера в итоге сдались не той роте, против которой дрались, а отряду гауптштурмфюрера СС Фрица Кнёхляйна, сражавшегося против полка Королевских шотландцев. В 2007 году у Ле-Парадиз были проведены раскопки, где были обнаружены останки минимум 20 солдат Королевских шотландцев, которые, по всей видимости, тоже сдались в плен и были убиты немцами.

## Бойня
Большая часть личного состава британцев была ранена. Их разоружили и перевели через Ру-де-Парадиз. Пока они ждали, немцы забрали два пулемёта из 4-й пулемётной роты и зарядили их, установив у сарая в загоне. Британцев загнали в сарай и поставили к стенке в ряд, после чего двум пулемётным командам дали приказ расстрелять пленных. Огонь вёлся до тех пор, пока замертво не упал последний британец. Кнёхляйн приказал своим солдатам добить штыками выживших. Убедившись, что все мертвы, немцы покинули сарай и вернулись в расположение полка.
Спаслись только двое — рядовые Уильям О’Каллахан (англ. William O'Callaghan) и Альберт Пули (англ. Albert Pooley). Пули рассказывал следующее:

Мы свернули с пыльной французской дороги, проехали через ворота и вышли на луга за зданием фермы. С одним из ужаснейших ощущений, какие я испытывал в своей жизни, я увидел два станковых пулемёта на лугу, которые были нацелены на голову нашей колонны. Из пулемётов начали стрелять. На несколько секунд крики и визги наших раненых были заглушены очередями пулемётов. Люди падали, как скошенная трава. Я испытал жгучую боль и упал вперёд. Мой крик боли смешался с криками моих сослуживцев, но прежде чем я упал на гору трупов, в моей голове промелькнула мысль: «Если я выберусь отсюда, то те свиньи, которые это учинили, поплатятся за это!»
Оригинальный текст (англ.)We turned off the dusty French road, through a gateway and into a meadow beside the buildings of a farm. I saw with one of the nastiest feelings I have ever had in my life two heavy machine guns inside the meadow pointing at the head of our column. The guns began to spit fire for a few seconds the cries and shrieks of our stricken men drowned the crackling of the guns. Men fell like grass before a scythe. I felt a searing pain and pitched forward, my scream of pain mingled with the cries of my mates, but even before I fell into the heap of dying men, the thought stabbed my brain 'If I ever get out of here, the swine that did this will pay for it.

Жертвами убийства стали 97 солдат. Немцы приказали французам похоронить всех в братской могиле на следующий день. Выжившие О’Каллахан и Пули сумели выбраться из-под горы трупов, скрывшись в свинарнике и прячась там трое суток. Они питались сырым картофелем и пили воду из луж, пока их не обнаружили хозяйка фермы мадам Дюкен-Кретон и её сын Виктор. Хозяева прятали солдат, рискуя собственными жизнями, пока солдаты 251-й пехотной дивизии вермахта не взяли в плен обоих британцев и не отвезли их в военный госпиталь.

## Последствия бойни
28 мая 1940 года Гунтер Д’Алкен, главный редактор газеты Das Schwarze Korps, прибыл на место преступления с военным юристом дивизии СС Тумом. Д’Алкен писал следующее:

С дороги можно было разглядеть задний двор, где лежали трупы людей в британской военной форме. Они лежали так, что можно было понять — их расстреляли из пулемёта. Меня потрясло, что убитые не носили каски и не были никак вооружены. Я сфотографировал трупы и всю ферму. По просьбе Тума их отправили в расположение дивизии. Помню, я уже садился в машину, когда Тум сказал, что обнаружил в поле всё их снаряжение и что британские трупы просто сложили в кучу, поэтому отсюда вытекало, что здесь случился самосуд.

Майор Фридкерр фон Риднер, присутствовавший на месте преступления, сообщал, что все погибшие были убиты выстрелами в голову с близкого расстояния: кому-то разнесло череп так, что иначе как ударом приклада винтовки это объяснить было невозможно. О бойне новости разнесли по всем стоявшим недалеко немецким дивизиям. Генерал Эрих Гёпнер, узнав о случившемся, приказал провести расследование и пригрозил, что если Эйке ещё раз казнит пленных без суда и следствия или устроит издевательства, то будет отстранён от командования, однако ни одна угроза Гёпнера в жизнь так и не претворилась, а расследования не привели ни к чему. Даже среди офицеров-эсэсовцев факт расстрела британцев вызвал отвращение: кто-то пытался безуспешно вызвать Кнёхляйна на дуэль.
Вплоть до лета 1943 года союзники ничего не знали о судьбе батальона, пока Пули, который провёл три года в больнице, летом 1943 года не был признан абсолютно негодным к службе и не вернулся на родину. Британские власти не поверили сначала заявлениям Пули, будучи твёрдо убеждёнными в том, что немецкие солдаты следовали всем законам войны и не могли по морально-этическим соображениям поднять руку на британских пленных. Однако после окончания войны в Европе в Великобританию вернулся О’Каллахан и подтвердил слова Пули, в связи с чем началось расследование трагедии.
В 1942 году французы провели эксгумацию тел погибших солдат, но опознать удалось только 50 из 97 погибших. Всех перезахоронили на церковном кладбище Ле Парадиз (ныне — Военное кладбище Ле Парадиз); в 1970 году на месте сарая, где были казнены солдаты, была установлена мемориальная табличка, а перед церковью открыт памятник погибшим солдатам.
13 июля 2021 года в Норфолке в Нориджском соборе был торжественно открыт мемориал жертвам резни в Ле-Парадиз: в церемонии открытия участвовала британская принцесса Анна.

## Суд над Кнёхляйном
Британские власти, узнавшие о существовании нацистских лагерей смерти и услышавшие от Пули и О’Каллахана подробности преступления, начали расследование, которое вёл Британский отдел расследований военных преступлений (англ. British War Crimes Investigation Unit) под руководством подполковника А. П. Скотленда. Расследование длилось два года, в ходе которого были допрошены французские граждане, сотрудники полиции и узники концлагерей. В 1947 году было установлено, что именно рота Кнёхляйна была причастна к резне в Ле-Парадиз, а в том же году его арестовали. В августе 1948 года ему предъявили обвинение в массовом убийстве:

Обвиняемый — Фриц Кнёхляйн, гражданин Германии, находящийся под стражей в гарнизоне Гамбурга. Согласно пункту 4 Определений по военным преступникам обвиняется в совершении следующего военного преступления: в окрестностях местечка Парадиз, Па-де-Кале, Франция, 27 мая 1940 года он, в нарушении законов и обычаев войны, совершил убийство около 90 военнопленных — солдат Королевского Норфолкского полка и других британских воинских частей.
Оригинальный текст (англ.)The accused Fritz Knöchlein, a German national, in the charge of the Hamburg Garrison Unit, pursuant to Regulation 4 of the Regulations for the Trial of War Criminals, is charged with committing a war crime in that he in the vicinity of Paradis, Pas-de-Calais, France, on or about 27 May 1940, in violation of the laws and usages of war, was concerned in the killing of about ninety prisoners-of-war, members of The Royal Norfolk Regiment and other British Units.

Процесс над Кнёхляйном состоялся в понедельник 11 октября 1948 года в Ротербауме, в судебной палате № 5. Кнёхляйн не признавал себя виновным и строил свою защиту в суде на том основании, что он не присутствовал на месте преступления. Его защита не отрицала факт совершённого преступления, но утверждала, что британцы использовали экспансивные пули и злоупотребляли белым флагом. Подобные заявления вызвали возмущение у обвинения. На суде показания дали выжившие Пули и О’Каллахан, мадам Дюкенн-Кретон и французский гражданин, который опознал Кнёхляйна. Через 12 дней верховный судья вынес постановление: вне зависимости от совершённых британцами действий немцы не имели никакого права расстреливать пленных без суда и следствия. 25 октября 1948 года в 11:30 судом Кнёхляйн был признан виновным и приговорён к смерти через повешение. Адвокат осуждённого Уде просил суд о помиловании и замене смертной казни тюремным сроком:

Всё, что я могу сказать — это то, что у суда, возможно, остается небольшая доля сомнений, которая позволит не прибегать к смертной казни. Смилуйтесь над жизнью обвиняемого. У него жена и четверо детей, которых он должен содержать. Учтите, что он солдат, а суд состоит из военнослужащих Британской армии. Полагаю, что имею право просить суд вынести такой приговор, который позволит моему подзащитному выйти из тюрьмы как можно скорее.
Оригинальный текст (англ.)All that is left for me to say is that some little doubt may have remained in the minds of the Court which will enable the members not to award the extreme penalty. Spare the life of the accused. He has a wife and four children who are dependent upon him for support. Consider also the fact that he is a soldier, and the Court is composed of members of the British Army. I believe I am entitled to appeal to the Court to pronounce a sentence which will enable my client to come out of prison at an early date.

Однако 28 января 1949 года в 15:00 Кнёхляйн был повешен в Хамелине. Никто больше из солдат, подозреваемых в расстреле пленных в Ле-Парадиз, не представал перед судом. Подполковник Скотленд позже выражал свои возмущения тому, что британцы не поверили показаниям Пули после его возвращения из плена. По мнению Скотленда, если бы британцы внимательнее отнеслись к словам Пули, то Международный суд Женевы гипотетически мог бы ещё раньше пролить свет на преступления эсэсовцев.